# ラルフ・レイトン
ラルフ・レイトン（Ralph Leighton、1949年 - ）は、アメリカ合衆国の伝記作家、映画プロデューサーである。
1949年にカリフォルニア州パサデナで生まれた。カリフォルニア大学ロサンゼルス校で情報教育学を専攻し、1971年に卒業した。大学卒業後は高校で数学と地理の教師を務めていたが、結婚を機に退職した。物理学者の父ロバート・B・レイトンがリチャード・P・ファインマンの親友であり、レイトン自身も趣味のドラムを通じてファインマンと親友になった。
レイトンは、7年間にわたってファインマンが自身の生涯を語る様子を録音した。この録音の一部は「ファインマン・テープ」(The Feynman Tapes)として公開されている。このインタビューの内容を元にして、『ご冗談でしょう、ファインマンさん』(Surely You're Joking, Mr. Feynman!)と『困ります、ファインマンさん』(What Do You Care What Other People Think?)を執筆した。この2冊は後にハードカバーの"Classic Feynman: All the Adventures of a Curious Character"として統合された。
1990年、トゥヴァに渡航しようとするファインマンの様子を描いた『ファインマンさん最後の冒険』(Tuva or Bust! Richard Feynman's Last Journey)を執筆した。レイトンはFriends of Tuvaというグループを立ち上げた。その縁で、2000年のドキュメンタリー映画"Genghis Blues"（ジンギス・ブルース）の原案およびアソシエート・プロデューサーを務め、この映画はアカデミー賞にノミネートされた。